# 安翰华
安翰华（？—？），男，中华人民共和国政治人物，曾任第三、四届全国政协委员。译有《消费合作社的汽车运输》等。